# Norvegia ai Giochi della II Olimpiade
La Norvegia partecipò ai Giochi olimpici di Parigi dal 14 maggio al 28 ottobre 1900. Nonostante all'epoca la Norvegia fosse unita alla Svezia, i risultati delle due nazioni sono considerati separatamente.
In tutto ci furono 7 atleti norvegesi all'Olimpiade 1900.

## Medaglie

### Medagliere per discipline
| Sport            | Oro | Argento | Bronzo | Totale |
| ---------------- | --- | ------- | ------ | ------ |
| Atletica leggera | 0   | 0       | 1      | 1      |
| Atletica leggera | 0   | 2       | 2      | 4      |
| Totale           | 0   | 3       | 2      | 5      |

### Medaglie d'argento
| Medaglia | Nome                                                                | Sport | Evento                      |
| -------- | ------------------------------------------------------------------- | ----- | --------------------------- |
| Argento  | Ole Østmo                                                           | Tiro  | Carabina militare, in piedi |
| Argento  | Ole Østmo Hellmer Hermandsen Tom Seeberg Ole Sæther Olaf Frydenlund | Tiro  | Carabina militare a squadre |

### Medaglie di bronzo
| Medaglia | Nome                 | Sport            | Evento                         |
| -------- | -------------------- | ---------------- | ------------------------------ |
| Bronzo   | Carl Albert Andersen | Atletica leggera | Salto con l'asta               |
| Bronzo   | Ole Østmo            | Tiro             | Carabina militare, proni       |
| Bronzo   | Ole Østmo            | Tiro             | Carabina militare, 3 posizioni |

## Atletica leggera
| Evento    | Pos. | Atleta      | Batteria                   | Finale    |
| --------- | ---- | ----------- | -------------------------- | --------- |
|           |      |             |                            |           |
| 200 metri | —    | Yngvar Bryn | Sconosciuto 3°, batteria 2 | Eliminato |
|           |      |             |                            |           |
| 400 metri | —    | Yngvar Bryn | Sconosciuto 5°, batteria 2 | Eliminato |
|           |      |             |                            |           |

| Evento           | Pos. | Atleta               | Finale     |
| ---------------- | ---- | -------------------- | ---------- |
|                  |      |                      |            |
| Salto in alto    | 4°   | Carl Albert Andersen | 1,70 metri |
|                  |      |                      |            |
| Salto con l'asta | 3°   | Carl-Albert Andersen | 3,20 metri |
|                  |      |                      |            |

## Tiro
| Evento                         | Pos. | Tiratore                       | Punteggio |
| ------------------------------ | ---- | ------------------------------ | --------- |
|                                |      |                                |           |
| Carabina militare in piedi     | 2°   | Ole Østmo                      | 299       |
| Carabina militare in piedi     | 9°   | Hellmer Hermandsen             | 280       |
| Carabina militare in piedi     | 13°  | Tom Seeberg                    | 275       |
| Carabina militare in piedi     | 16°  | Olaf Frydenlund                | 271       |
| Carabina militare in piedi     | 26°  | Ole Sæther                     | 239       |
|                                |      |                                |           |
| Carabina militare in ginocchio | 12°  | Ole Sæther                     | 293       |
| Carabina militare in ginocchio | 13°  | Hellmer Hermandsen             | 290       |
| Carabina militare in ginocchio | 15°  | Ole Østmo                      | 289       |
| Carabina militare in ginocchio | 21°  | Tom Seeberg                    | 272       |
| Carabina militare in ginocchio | 27°  | Olaf Frydenlund                | 259       |
|                                |      |                                |           |
| Carabina militare proni        | 3°   | Ole Østmo                      | 329       |
| Carabina militare proni        | 10°  | Hellmer Hermandsen             | 308       |
| Carabina militare proni        | 16°  | Tom Seeberg                    | 301       |
| Carabina militare proni        | 18°  | Ole Sæther                     | 298       |
| Carabina militare proni        | 22°  | Olaf Frydenlund                | 287       |
|                                |      |                                |           |
| Carabina militare 3 posizioni  | 3°   | Ole Østmo                      | 917       |
| Carabina militare 3 posizioni  | 13°  | Hellmer Hermandsen             | 878       |
| Carabina militare 3 posizioni  | 17°  | Tom Seeberg                    | 848       |
| Carabina militare 3 posizioni  | 20°  | Ole Sæther                     | 830       |
| Carabina militare 3 posizioni  | 24°  | Olaf Frydenlund                | 817       |
|                                |      |                                |           |
| Carabina militare a squadre    | 2°   | Østmo, Ole Sæther, Tom Seeberg | 4290      |
|                                |      |                                |           |